# カントン郡区 (ミシガン州ウェイン郡)
カントン郡区（英: Canton Township）は、アメリカ合衆国ミシガン州ロウアー半島の南東部ウェイン郡の郡区である。ある程度の自治権を付与されたチャーター郡区の形態を採っている。デトロイト市の市域から西に約8マイル (13 km)、アナーバー市の境界からも東に8マイル (13 km) に位置している。2010年国勢調査での郡区人口は90,173 人だった。ミシガン州の郡区の中では第2位、都市を合わせたリストでは第11位になっている。州内でも成長速度の速い町になっている。

## 郡区の中の町
- シェルドンあるいはシェルドンズ・コーナーズ、郡区南部にある歴史ある町、アメリカ国道12号線に沿い、州間高速道路275号線に近い。位置座標では北緯42度16分29秒 西経83度28分33秒 / 北緯42.27472度 西経83.47583度である[4]。1832年にここの土地を購入したティモシー・F・シェルドンにちなんで名付けられた。
- チェリーヒル、郡区西部にある歴史ある町、位置座標では北緯42度18分22秒 西経83度32分10秒 / 北緯42.30611度 西経83.53611度である[5]。チェリーヒル道路とリッジ道路の交差点付近にある。カントンの町が100年前にあった形を思い出させると想像される建築物がある、ニューアーバニズムの地区である。ルージュ川下流の支流の堤上にある。ビレッジ・シアターと呼ばれる劇場がある。

## 歴史
1829年10月20日、カントン郡区の成立に先立ってミシガン準州議会ではバックリン郡区からリマとリッチランドの2郡区を創設する法案を通過した。ルイス・カス準州知事は、法的な問題を理由に、創設の承認を保留した。その問題とは既存の郵便局の名前に関するものだった。1827年4月12日に発効した準州法によれば、新しい郡区には既存の郵便局と同じ名前を使うことを禁じていた。そこで議会は問題を解消するために、中国の南京と北京の2都市から取った名前ナンキンとペキンで代用することにした。ペキン郡区は1833年にレッドフォードと改称され、今では存在しない。
カントン郡区は1834年3月7日、ミシガン準州議会法により、プリマス郡区の南部から創設された。中国清朝時代に広東と呼ばれた省都かつ港にちなんで名付けられた。広東は1918年に広州市と改名され、現在の中華人民共和国広東省の省都かつ最大の都市である。
カントン郡区初の会合が1834年4月に開催される。
2002年夏、後に五大湖地域に被害をもたらすアオナガタマムシがカントンで発見される。この青緑に輝く甲虫は中国から侵入した外来種で、北米地域のトネリコ属に広く被害をもたらしたという。
1982年、カントン歴史協会と博物館が、教室1つの校舎に開館した。

## 地理
アメリカ合衆国国勢調査局に拠れば、郡区の全面積は36.0平方マイル (93 km2)であり、全て陸地である。郡区の南部には、ルージュ川下流とその支流が流れている。パイン・クリークは北西隅から南東に流れている。北東部には、ルージュ川中流の支流であるトンキッシュ・クリークとガーデン・クリークが流れている。

## 経済

### 主要雇用主
カントン郡区の2010年包括的財務報告書に拠れば、郡内の主要雇用主は次の通りである。
| 順位 | 雇用主                                   | 従業員数 |
| ---- | ---------------------------------------- | -------- |
| 1    | プリマス＝カントン・コミュニティ教育学区 | 2,500    |
| 2    | 矢崎総業北アメリカ                       | 1,062    |
| 3    | ウォルマート                             | 650      |
| 4    | A・D・トランスポート・イクスプレス       | 550      |
| 5    | シスコ・デトロイト                       | 540      |
| 6    | カントン・チャーター郡区                 | 356      |
| 7    | マイアー                                 | 339      |
| 8    | イケア                                   | 314      |
| 9    | クローガー                               | 250      |
| 10   | ザ・ホーム・デポ                         | 555      |

出版業のビジブル・インク・プレスがカントンに本社を置いている。

## 交通
カントン・プリマス・メッテタル空港がカントン郡区内にある。

## 教育
カントン郡区の公共教育は、プリマス・カントン・コミュニティ教育学区（郡区の北3分の2を担当）とウェイン・ウェストランド・コミュニティ教育学区（郡区の南東部を担当）、ヴァンビューレン公共教育学区（郡区の南西部を担当）が分担している。プリマス・カントン・コミュニティ教育学区には、カントン郡区の他、プリマス市、プリマス郡区の大半が入り、セイラム、スーピアリア、ノースビル各郡区の一部が入っている。

### 学校

#### ウェイン・ウェストランド・コミュニティ教育学区
カントン郡区の一部は、ウェイン・ウェストランド・コミュニティ教育学区に入っている。その学区の大半はウォーカー・ウィンター小学校の校区に入っている。小部分がウェイン市のルーズベルト・マクグラス小学校の校区に入っている。
カントンのウェイン・ウェストランド学区に入る小部分は、ウェストランド市のアダムズ上級小学校、ウェイン市のフランクリン中学校、やはりウェイン市のウェイン記念高校の校区に入っている。その他の部分は、全てウェストランド市のマーシャル上級小学校、スティーブンソン中学校、ジョン・グレン高校の校区に入っている。

#### プリマス・カントン・コミュニティ教育学区

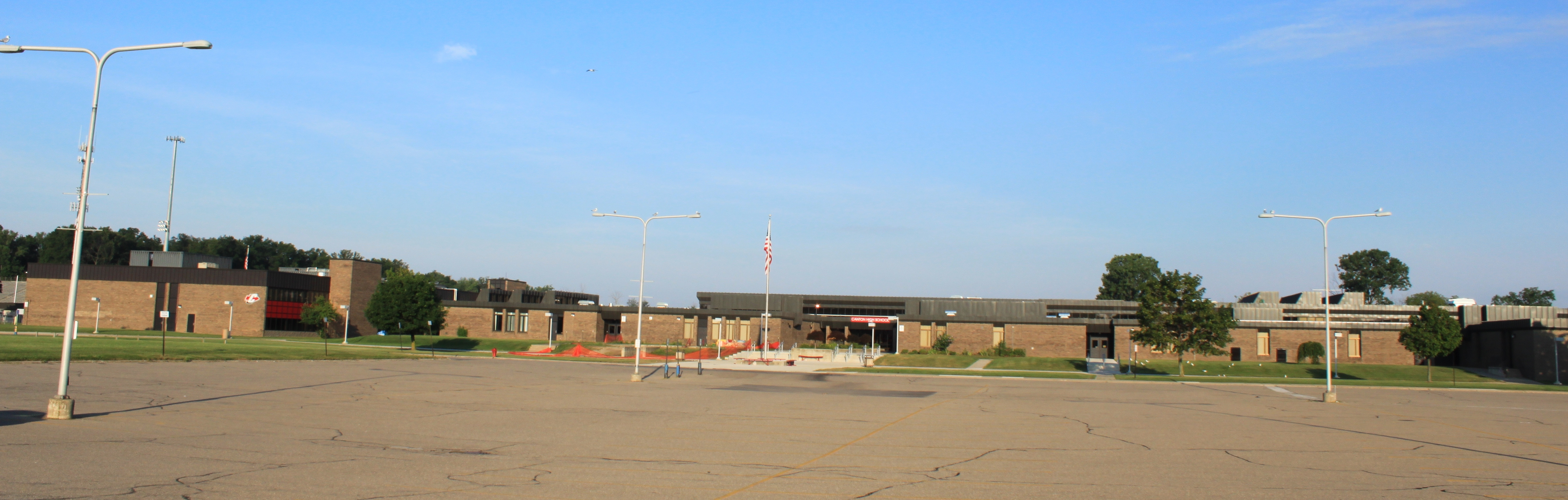
カントン高校、プリマス・カントン教育パーク内

プリマス・カントン・コミュニティ教育学区には以下の学校がある。
- アレン小学校
- ベントリー小学校
- バード小学校
- カントン高校 *
- セントラル中学校（リバティ中学校で代替される予定）
- ディスカバリー中学校
- ドッドソン小学校
- イースト中学校
- エリクソン小学校
- ファランド小学校
- フィールド小学校
- ガリモア小学校
- ホーベン小学校
- ハルシング小学校
- イスビスター小学校
- リバティ中学校（2015年秋開校）
- ミラー小学校
- パイオニア中学校
- プリマス高校 *
- セイラム高校 *
- スミス小学校
- スタークウェザー・センター（オルタナティブ教育）
- タンガー・センター（オルタナティブ教育）
- トンダ小学校
- ウェスト中学校
- ワークマン小学校

(*) プリマス・カントン教育パーク内

#### 公立チャータースクール
- カントン・チャーター・アカデミー
- アチーブ・チャーター・アカデミー
- 南カントン・スコラーズ・チャーター・アカデミー
- プリマス・スコラーズ・チャーター・アカデミー

#### 私立学校
- オールセインツ・カトリック学校
- プリマス・クリスチャン・アカデミー
- プリマス・カントン・モンテッソリ
- クレセント・アカデミー・インターナショナル

## 人口動態
アメリカ合衆国国勢調査局は2000年の国勢調査で、カントン郡区を国勢調査指定地域（CDP）に指定して、市や村のリストや、郡区のように郡の小区分のリストの双方に載るようにした。国勢調査指定地域と郡区の統計データは同一である。
以下は2010年国勢調査による人口統計データである。
| 基礎データ - 人口: 90,173 人 - 世帯数: 32,771 世帯 - 家族数: 24,231 家族 - 人口密度: 819.0人/km2（2,121.5 人/mi2） - 住居数: 34,829 軒 - 住居密度: 304.9軒/km2（789.8 軒/mi2） 人種別人口構成 - 白人: 72.2% - アフリカン・アメリカン: 10.2% - ネイティブ・アメリカン: 0.2% - アジア人: 14.1% - インド系: 8.0% - 中国系: 2.2% - フィリピン系: 0.7% - 太平洋諸島系: 0.0% - その他の人種: 0.7% - 混血: 1.91% - ヒスパニック・ラテン系: 3.1% 年齢別人口構成 - 18歳未満: 29.0% - 18-24歳: 8.0% - 25-44歳: 34.9% - 45-64歳: 22.1% - 65歳以上: 5.9% - 年齢の中央値: 33歳 - 性比（女性100人あたり男性の人口） - 総人口: 98.0 - 18歳以上: 96.2 | 世帯と家族（対世帯数） - 18歳未満の子供がいる: 42.0% - 結婚・同居している夫婦: 63.4% - 未婚・離婚・死別女性が世帯主: 8.6% - 非家族世帯: 25.2% - 単身世帯: 20.5% - 65歳以上の老人1人暮らし: 4.8% - 平均構成人数 - 世帯: 2.77人 - 家族: 3.26人 - 住宅価格の中央値: 239,900米ドル 収入と家計 - 収入の中央値 - 世帯: 82,669米ドル（2007年推計） - 家族: 95,267米ドル（2007年推計） - 性別 - 男性: 61,570米ドル - 女性: 35,615米ドル - 人口1人あたり収入: 28,609米ドル - 貧困線以下 - 対人口: 3.7% - 対家族数: 2.9% - 18歳未満: 4.2% - 65歳以上: 5.5% |

## 著名な出身者
- スペンサー・ヘイウッド、ABA、NBAバスケットボール選手、シアトル・スーパーソニックス他
- リンジー・ハンター、NBAバスケットボール選手、デトロイト・ピストンズ他
- ネイト・ロバートソン、メジャーリーグベースボール選手、デトロイト・タイガース、フロリダ・マーリンズ、フィラデルフィア・フィリーズ
- アリソン・シュミット、競泳選手、ロンドンオリンピック (2012年)の3種目で金メダル

## ギャラリー

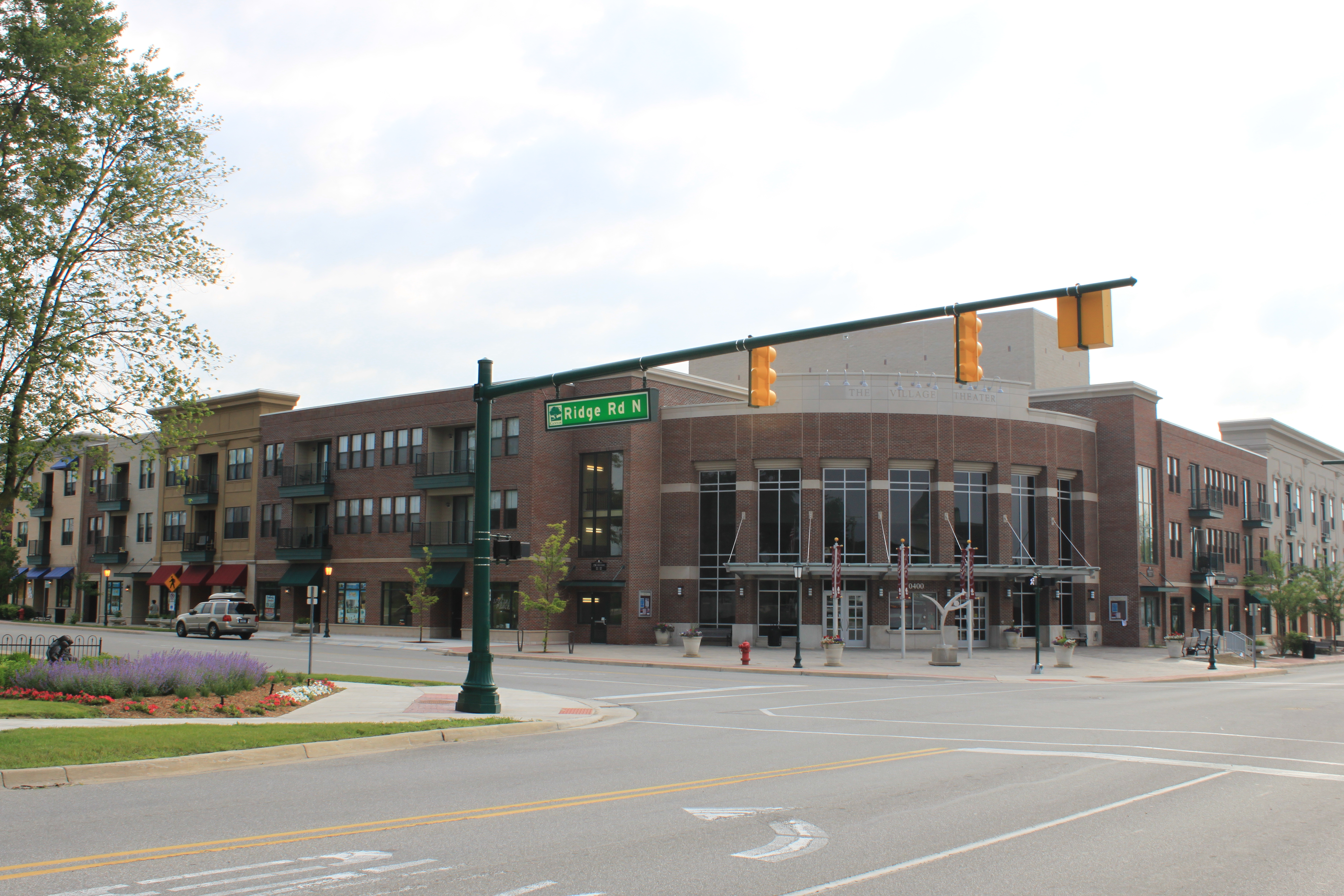
ビレッジ劇場
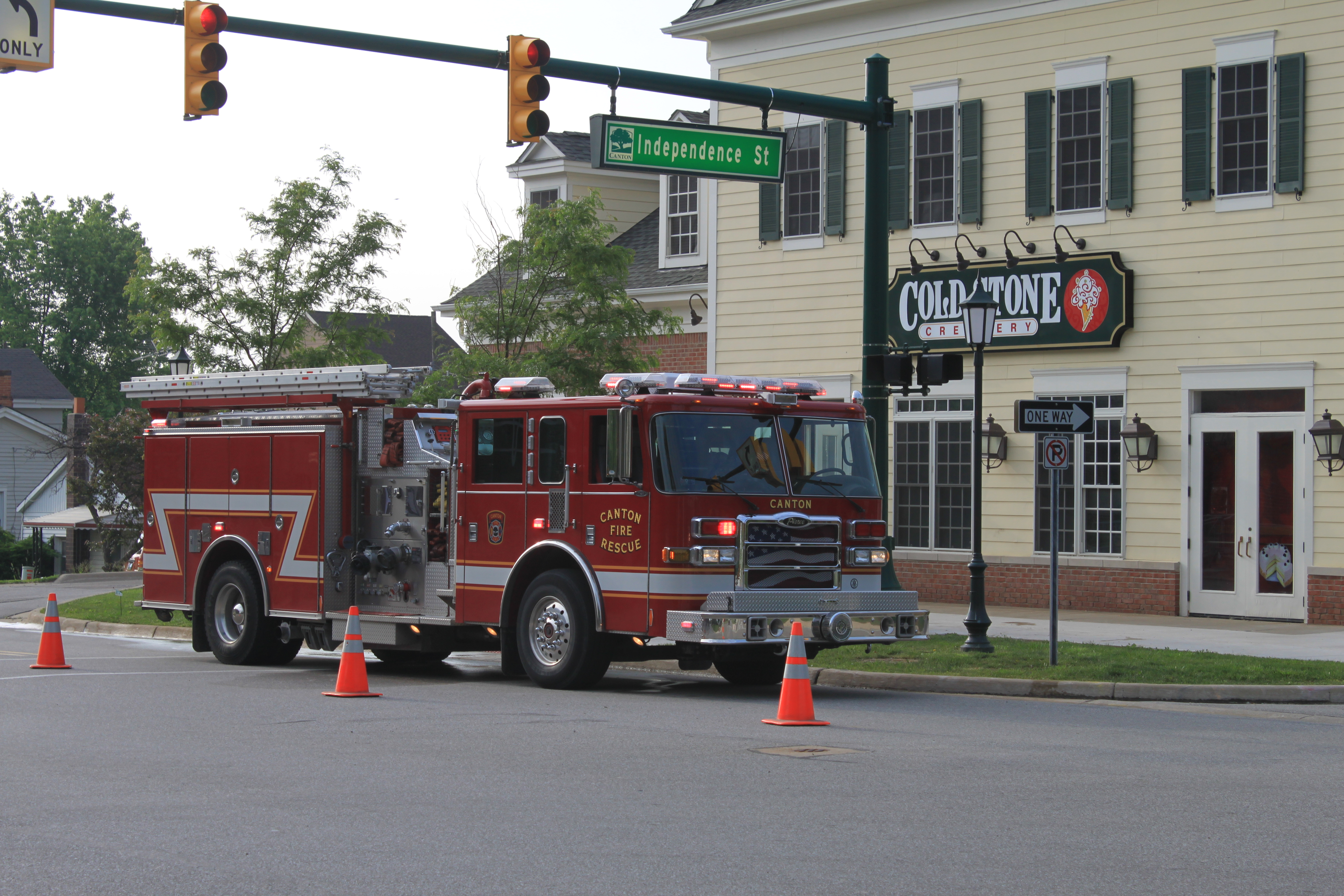
火災救助トラック
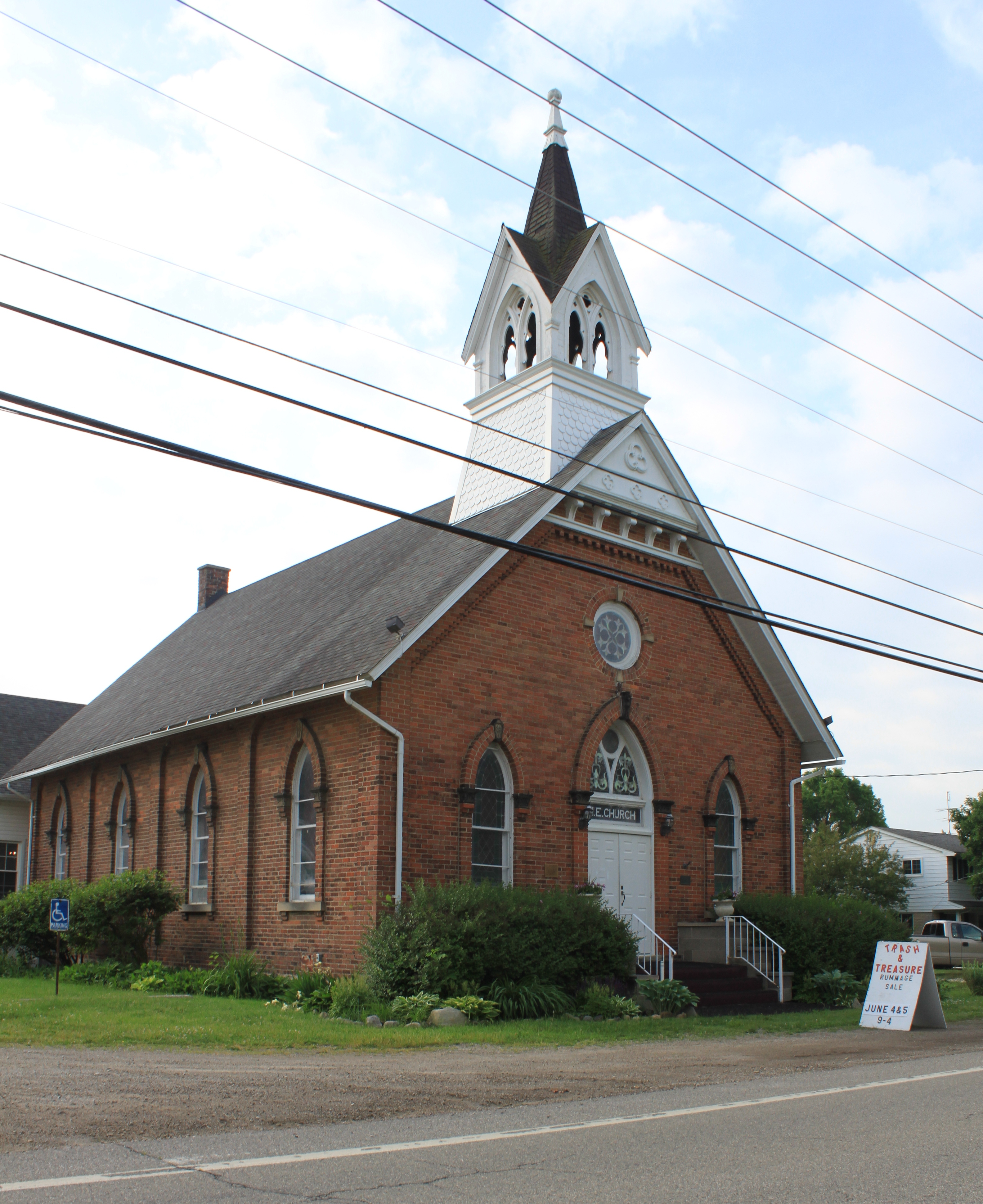
チェリーヒル・ユナイテッド・メソジスト教会、1882年建設
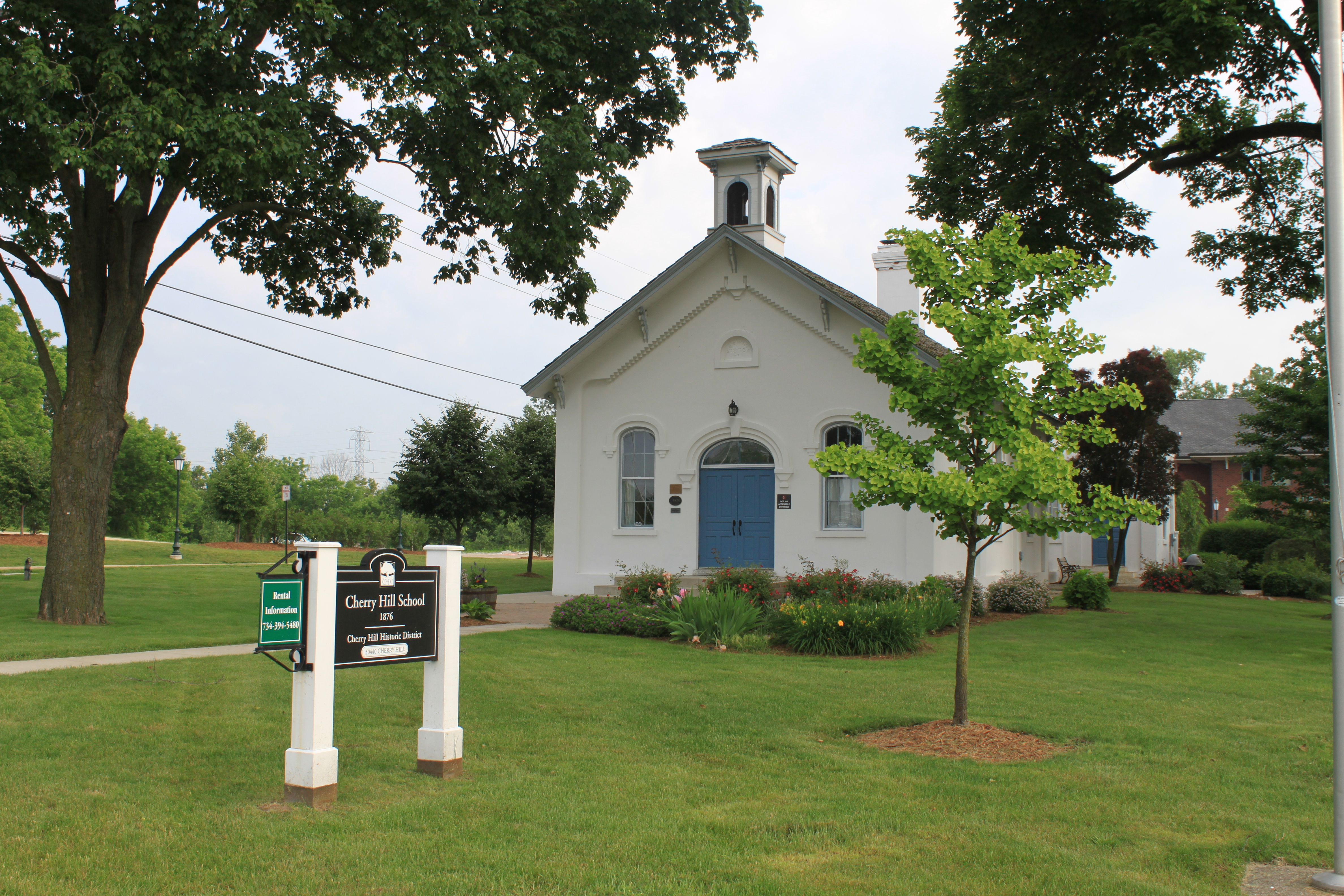
チェリーヒル学校
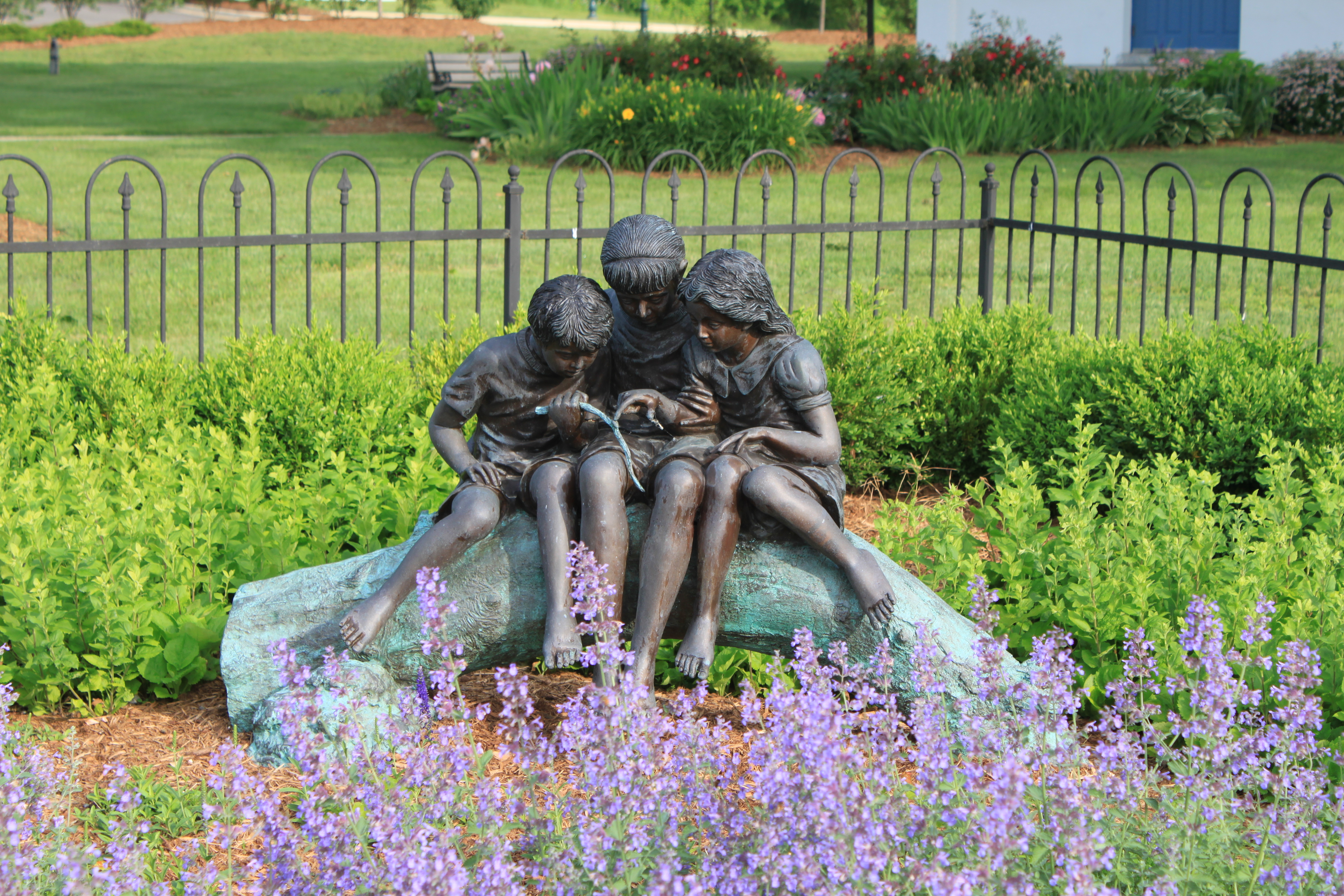
チェリーヒル学校の青銅像
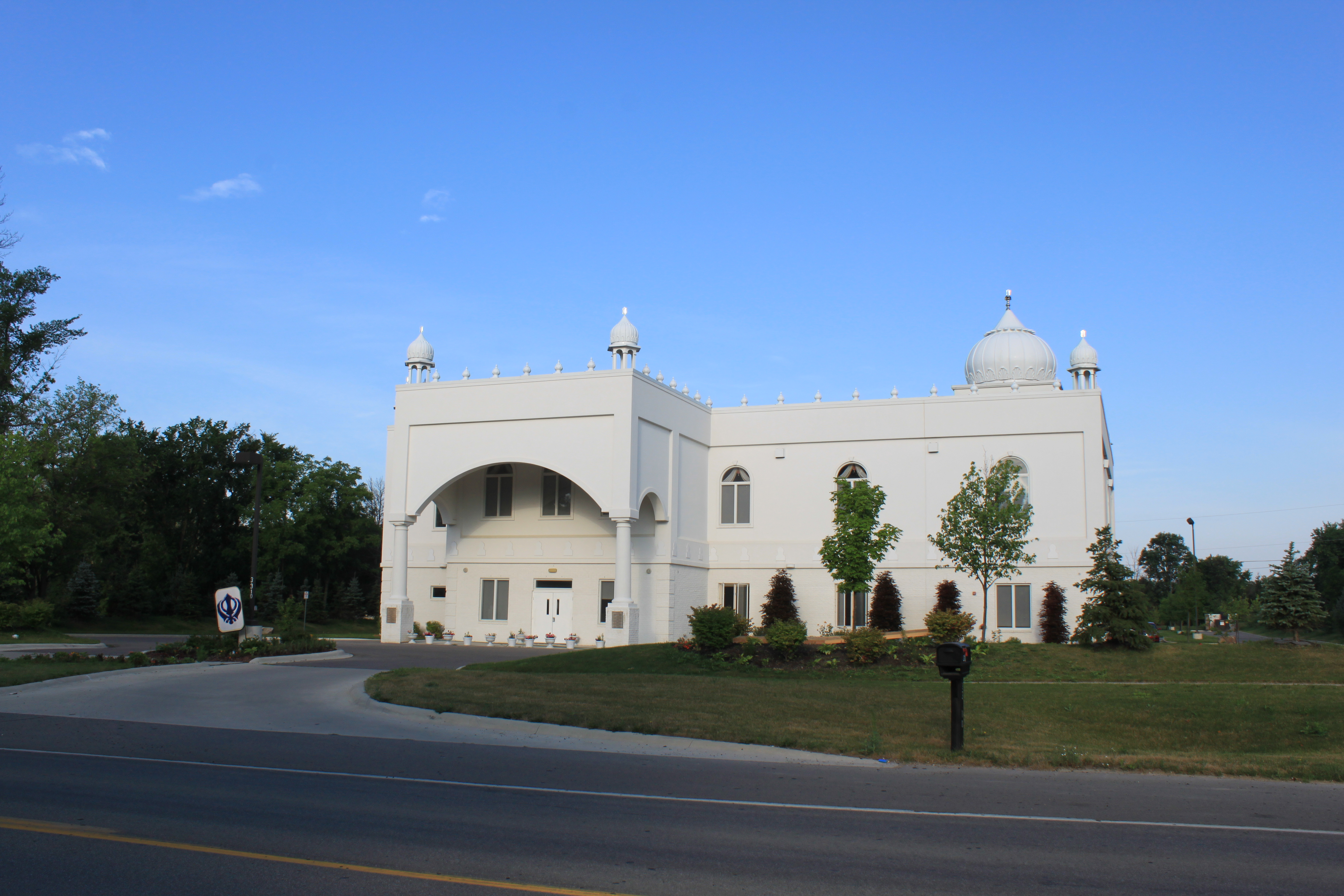
グルドワラ・サヒブ シク教寺院、カントン・センター道路